# Checea
Checea è un comune della Romania di 1935 abitanti, ubicato nel distretto di Timiș, nella regione storica del Banato. 
Checea è divenuto comune autonomo nel 2004, staccandosi dal comune di Cenei.